# Criptacantòdids

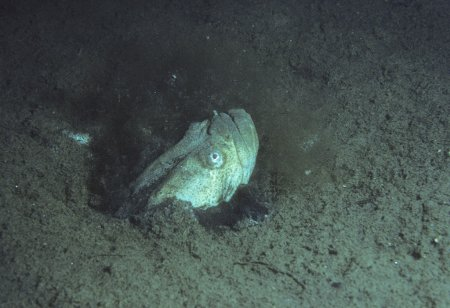
Cryptacanthodes maculatus fotografiat a Terranova (el Canadà).

Els criptacantòdids (Cryptacanthodidae) constitueixen una família de peixos pertanyent a l'ordre dels perciformes.

## Etimologia
Del grec kryptos (ocult) + akantha (espina).

## Descripció
- Cos allargat (arrodonit a la part anterior i comprimit a la posterior), de color marró pàl·lid al dors i crema a la part inferior (amb punts o sense) o uniformement rosa o vermell, i de 31-127 cm de llargària màxima depenent de l'espècie.
- Cap ample i deprimit, amb els ulls a la part alt i les fosses nasals tubulars.
- Mandíbula inferior sortint, amb la boca grossa i d'obliqua a gairebé vertical.
- Aleta dorsal amb 60-80 espines rígides i anal amb 0-3 espines i 43-52 radis tous.
- Aletes pectorals molt petites i pèlviques absents.
- Aletes dorsal i anal allargades, les quals s'estenen fins a la caudal.
- Absència de bufeta natatòria i d'escates (llevat de Cryptacanthodes giganteus, el qual les té petites i cicloides).
- Línia lateral amb neuromasts superficials.
- Tenen entre 71 i 88 vèrtebres.[3]

## Alimentació
Mengen crustacis i d'altres invertebrats.

## Hàbitat i distribució geogràfica
Són peixos bentònics, els quals fan extensos sistemes de túnels amb nombroses sortides en els substrats tous de les aigües fredes i temperades del Pacífic Nord (des del Japó i Rússia -incloent-hi la badia de Pere el Gran i l'estret de Tatària- fins al sud-est del mar de Bering i el nord de Califòrnia, incloent-hi la Colúmbia Britànica -el Canadà-) i de l'Atlàntic nord-occidental (des del sud de la península del Labrador -el Canadà- fins a Nova Jersey -els Estats Units-).

## Gèneres i espècies
- Cryptacanthodes (Storer, 1839)[12]
  - Cryptacanthodes aleutensis (Gilbert, 1896)[13]
  - Cryptacanthodes bergi (Lindberg, 1930)[14]
  - Cryptacanthodes giganteus (Kittlitz, 1858)[15]
  - Cryptacanthodes maculatus (Storer, 1839)[16]